# Jean-Christophe Bailly

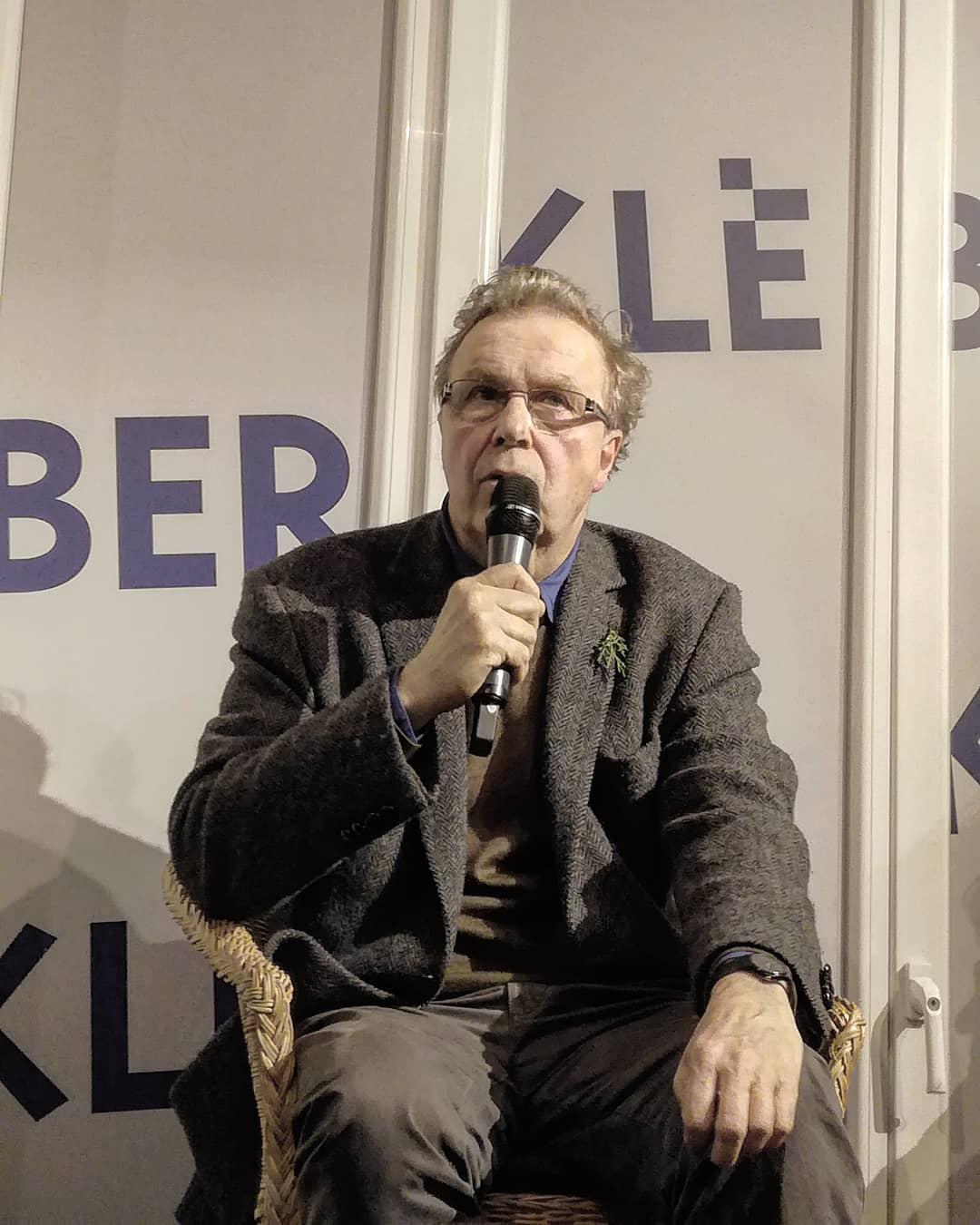
Jean-Christophe Bailly, 2018

Jean-Christophe Bailly (* 3. Mai 1949 in Paris) ist ein französischer Schriftsteller, Poet und Dramaturg.

## Leben und Werk
Jean-Christophe Bailly widmete sich sehr früh dem Schreiben. Sein Werk Tuiles détachées (deutsch: Freistehende Fliesen) erläutert diese Entscheidung sowie mehrere wichtige Schritte zur Entwicklung und Veränderung seines Stils. Er war bei seinem Eintritt in die Literatur dem Surrealismus nah, hat sich jedoch im Nachhinein davon entfremdet. Sein Gedankengut entspricht eine moderne Weiterführung gewisser Ideen des deutschen Romantizismus: die Idee einer grenzenlosen Richtung, im Sinne von dem, was Novalis l'Encyclopédie genannt hat.
Bailly gründete und führte die Zeitschriften Fin de siècle (zusammen mit Serge Sautreau) und Aléa. Außerdem gab er die Sammlung Detroits bei Christian Bourgois (zusammen mit Michel Deutsch und Philippe Lacoue-Labarthe) sowie "35-37" bei Hazan heraus.
Als Doktor der Philosophie unterrichtet er an der École nationale supérieure de la nature et du paysage in Blois, Frankreich, dessen Zeitung Les Cahiers de l’École de Blois er seit 2003 ebenfalls herausgibt.
In seinem 2017 auf Deutsch erschienenem Werk Fremd gewordenes Land. Streifzüge durch Frankreich erkundet Bailly in mehr als 30 Essays das eigene Land, um eine Vielfalt an regionalen, sozialen, religiösen oder von der Herkunft herrührenden Identitäten in den Blickpunkt zu rücken.

## Werke

### Aufsätze
- Célébration de la boule, Le Jas-du-Revest-Saint-Martin, Robert Morel, 1968, fascicule (47 p.)
- Au-delà du langage: essai sur Benjamin Péret, Paris, Éric Losfeld, 1971
- Jean-Pierre Duprey, Paris, Seghers, 1973
- La Légende dispersée: Anthologie du romantisme allemand, Paris, 10/18, 1976 (rééd. Paris, Bourgois, 2000)
- Wozu dichter in dürftiger zeit? A quoi bon des poètes en un temps de manque? Why poets in a hollow age? (mit Henri-Alexis Baatsch gemeinsam geführt), Paris, Le Soleil Noir, 1978
- Le Vingt janvier, Paris, Bourgois, 1980
- Le Paradis du sens, Paris, Bourgois, 1989
- L’Atelier bleu, Paris, La Pionnière, 1990
- La Fin de l’hymne, Paris, Bourgois, 1991
- La Comparution (politique à venir) (zusammen mit Jean-Luc Nancy), Paris, Bourgois, 1991
- La Ville à l’œuvre, Paris, Bertoin, 1992 (rééd. Besançon, Éd. de l'Imprimeur, 2000)
- Adieu: essai sur la mort des dieux, La Tour-d'Aigues, Éditions de l'Aube, 1993 (rééd. Nantes, Cécile Défaut, 2014)
- Le Propre du langage, voyages au pays des noms communs, Paris, Seuil, 1997
- Panoramiques, Paris, Bourgois, 2000
- Le Pays des animots, Paris, Bayard, 2004
- Le Champ mimétique, Paris, Seuil, 2005
- Rimbaud parti (zusammen mit Jacqueline Salmon), Paris, Marval, 2006
- Le Versant animal, Paris, Bayard, 2007
- L’Instant et son ombre, Paris, Seuil, 2008
- Le Visible est le caché, Paris, Le Promeneur, 2009
- Le Temps fixé, Paris, Bayard, 2009
- La Véridiction sur Philippe Lacoue-Labarthe, Paris, Bourgois, 2011
- "L'action solitaire du poème", dans Toi aussi tu as des armes - Poésie et politique, ouvrage collectif, Paris, La Fabrique éditions, 2012, 202 p. ISBN 978-2-35872-025-0
- Le Parti pris des animaux, Paris, Seuil, 2013
- La Phrase urbaine, Paris, Seuil, 2013
- L’Élargissement du poème, Paris, Bourgois, coll. «Détroits», 2015

### Geschichten
- Beau fixe. Bourgois, Paris 1985
- Phèdre en Inde. Plon, Paris 1990; wieder André Dimanche, Marseille 2002
- Description d'Olonne. Bourgois, Paris 1992. Prix France Culture
- Le Maître du montage (gefolgt von Énigme von Jacques Monory). Joca seria, Nantes 1996
- Tuiles détachées. Mercure de France, Paris 2004
- Dans l'étendu (Colombie-Argentine). Fage, Lyon 2010
- Le Dépaysement. Voyages en France. Seuil, Paris 2011[2]
  - Übers. Andreas Riehle: Fremd gewordenes Land. Streifzüge durch Frankreich. Nachw. Hanns Zischler. Matthes & Seitz, Berlin 2017

### Schriften über Kunst
- Max Ernst: apprentissage, énigme, apologie (zusammen mit Henri-Alexis Baatsch und Alain Jouffroy), Paris, Bourgois et Éditions étrangères, 1976
- Hommage à Caspar David Friedrich (zusammen mit Jacques Monory), Paris, Bourgois, 1977
- Monory, Paris, Maeght, 1979
- Duchamp, Paris, Hazan, 1984
- Piotr Kowalski, Paris, Hazan, 1988
- Mine de rien, Paris, Galerie de France, 1989
- Regarder la peinture, Paris, Hazan, 1992
- Kurt Schwitters, Paris, Hazan, 1993
- L'Apostrophe muette: essai sur les portraits du Fayoum, Paris, Hazan, 1997
- Jacques Monory, Neuchâtel, Ides et calendes, 2000
- Gilles Aillaud, Marseille, André Dimanche, 2005
- L'Atelier infini: 30.000 ans de peinture, Paris, Hazan, 2007
- Monory photographe, catalogue Galerie RueVisconti, Paris, 2011
- Bernard Moninot, Marseille, André Dimanche, 2012
- Dead Cities, Guillaume Greff, Kaiserin Editions, Reykjavík , 2013.
- Col Treno[3], photographies de Bernard Plossu, éditions Argol, 2014, ISBN 978-2-37069-002-9

### Poesie
- Les îles de la Sonde, in De la déception pure, manifeste froid (zusammen mit Yves Buin, Serge Sautreau, und André Velter), Paris, 10/18, 1973
- L'Astrolabe dans la passe des Français, Paris, Seghers, 1973
- Le Gramme des sursauts, Paris, Éditions étrangères, 1973
- Défaire le vide, Paris, Éditions étrangères et Bourgois, 1975
- L'Étoilement, Montpellier, Fata Morgana, 1979
- Per modo di vestigio (zusammen mit Hervé Bordas), Copal, 1983
- Pluie douce (zusammen mit Jan Voss), Marseille, André Dimanche, 1985
- L'Oiseau Nyiro, Genève, La Dogana, 1991
- Blanc sur noir, Bordeaux, William Blake and Co., 1999
- Basse continue, Paris, Seuil, 2000

### Theater
- Les Céphéides, Paris, Bourgois, 1983
- Le Régent, Paris, Bourgois, 1987
- La Medesima strada (zusammen mit Gilles Aillaud und Klaus Michael Grüber), Paris, Bourgois, 1989
- Pandora, Paris, Bourgois, 1992
- Lumières (zusammen mit M. Deutsch, J.-F. Duroure und G. Lavaudant), Paris, Bourgois, 1995
- El Pelele, Paris, Bourgois, 2003
- Poursuites, Paris, Bourgois, 2003
- Villeggiatura (zusammen mit Serge Valletti), Nantes, L'Atalante, 2005
- Une nuit à la bibliothèque suivi de Fuochi sparsi, Paris, Bourgois, 2006

## Bibliografie
- Jean-Christophe Bailly, Europe, Nr. 1046, Juni 2016: textes de Jean-Christophe Bailly, contributions de Henri-Alexis Baatsch, Jacques Bonnaffé, Stéphane Bouquet, Laurent Demanze, Michel Deutsch, Brigitte Ferrato-Combe, Fabrice Gabriel, Marielle Macé, Jean-Pierre Montier, Jean-Luc Nancy, Federico Nicolao, Pierre Pachet, Muriel Pic, Nathalie Piégay, Catherine Robert, Nina Rocipon, Michel Sandras, Patrick Talbot, Gilbert Vaudey.